# Ibrahima Dahirou Dembélé
Ibrahima Dahirou Dembélé, (Ségou, 9 de enero de 1967)  es un general del ejército de Malí. Fue Ministro de Defensa del 5 de mayo de 2019 al 18 de agosto de 2020. 

## Biografía

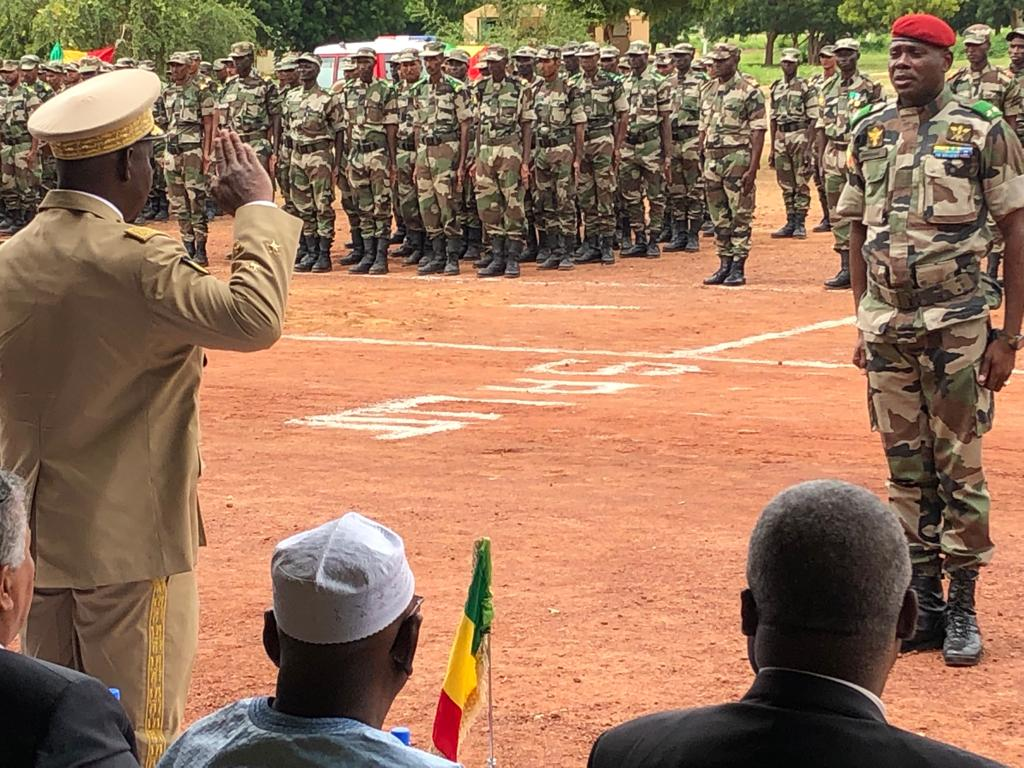
Ibrahima Dahirou Dembélé (izquierda) saluda al General Kéba Sangaré, Jefe de Estado Mayor del Ejército, en el campamento de Bafo (cerca de Ségou) el 8 de septiembre de 2019.

Ibrahima Dahirou Dembélé nació el 9 de enero de 1967 en Ségou, Malí.
Proviene de la primera promoción del Prytaneum militar de Kati renovado en 1981. En 1988, se incorporó a la escuela militar EMIA procedente de Koulikoro. Después de dejar la escuela en 1991, se desempeñó en diferentes unidades en el norte y centro de Malí.
Tras el golpe militar del 21 de marzo de 2012, asume la  Jefatura de Estado Mayor el 28 de marzo. El 9 de noviembre de 2013 tras la elección del presidente Ibrahim Boubacar Keïta fue reemplazado por el general Mahamane Touré. Acusado de "complicidad pasiva"  en el marco del caso judicial del asesinato de 21 "boinas rojas" leales al presidente depuesto en el golpe de Estado de 2012 , se levantó el control judicial y se reincorporó al ejército en enero de 2018. Aunque el juicio no se había celebrado todavía, fue nombrado Ministro de Defensa el 5 de mayo de 2019 en el gobierno de Boubou Cissé.
Es una de las personas arrestadas por soldados amotinados durante el golpe de Estado de 2020 en Malí.

## Condecoraciones
Recibió las siguientes condecoraciones:
- Medalla conmemorativa de la campaña de Malí
- Medalla conmemorativa de la campaña Llama de la Paz
- Cruz de valor militar de Mali
- Medalla de la Misión de las Naciones Unidas en Liberia
- Medalla de la Misión de Asistencia de las Naciones Unidas en la República de Sudán del Sur
- Medalla al mérito militar de Malí
- Oficial de la Orden Nacional de Malí
- Medalla de oro de la defensa nacional francesa
- Medalla al servicio de la política europea de seguridad y defensa
- Comendador de la Orden Nacional del Mérito de Francia